# Robert Flint
Robert Flint (Greenburn, 14 maart 1838 — Edinburgh, 25 november 1910) was een Schots theoloog en filosoof. Hij schreef ook over sociologie. Flint werd geboren in de buurt van Dumfries en studeerde aan de Universiteit van Glasgow. Na enkele jaren pastoraal werk in Aberdeen en Kilconquhar werd hij in 1864 benoemd tot professor morele wijsbegeerte en politieke economie.
Van 1876 tot 1903 was hij hoogleraar godgeleerdheid aan de Universiteit van Edinburgh.
In 1904 werd zijn ‘Philosophy as Scientia Scientarum’ gepubliceerd. Daarin stelt Flint dat filosofie de wetenschap is die verantwoordelijk is voor het onderscheiden van rationale en natuurlijke relaties tussen wetenschappen. Volgens hem vormden alle wetenschappen samen een geheel.
Robert Flint staat ook wel bekend als agnostisch atheïst.
- Bibsys: 14008635
- Bibliothèque nationale de France: cb12811313f (data)
- Catàleg d'autoritats de noms i títols de Catalunya: 981058512216106706
- CiNii: DA06022345
- Gemeinsame Normdatei: 116616032
- International Standard Name Identifier: 0000 0000 8077 2342
- Library of Congress Control Number: no92017771
- Bibliotheek van het Japanse parlement: 00768754
- Nationale bibliotheek van Australië: 35089812
- Nationale Bibliotheek van Israël: 987007281822905171
- Nationale Bibliotheek van Polen: a0000002232870
- Nederlandse Thesaurus van Auteursnamen: 068059264
- SNAC: w65t7gm5
- Système universitaire de documentation: 060841176
- Trove: 823537
- Virtual International Authority File: 49351577
- WorldCat: E39PBJwmVwwQTrHk8vJY9fgVG3